# Khutin
Khutin (en rus: Хутынь) és un poble de l'óblast de Nóvgorod, a Rússia, segons el cens del 2011 tenia 161 habitants.